# 히구치 아사
히구치 아사(ひぐちアサ)는 일본의 만화가. 사이타마현 우라와 시 (현 사이타마시) 출신 여성이다. 사이타마 현립 우라와 니시 고등학교를 거쳐 호세이 대학 문학부 심리학과를 졸업했다.
현재 고교 야구 만화 《크게 휘두르며》를 연재 중이다.

## 경력
- 고등학교 시절에는 소프트볼 부에 입학했다.
- 호세이 대학에서 스포츠 심리학을 전공했다. 만화 연구회, 사진 연구회 소속.
- 1998년 - 애프터눈 사계 상을 수상. 《월간 애프터눈》(고단샤) 8월호에 게재되어 데뷔.
- 2006년 《크게 휘두르며》로 제10회 데즈카 오사무 문화상 〈신인상〉 수상
- 2007년 《크게 휘두르며》로 제31회 고단샤 만화상 일반 부문에서 수상, 문화청 미디어 예술제 10주년 기념 기획 〈일본 미디어 예술 100선〉 만화 부문 수상

## 작품
- 《가는 곳》(ゆくところ) (1998년, 월간 애프터눈, 고단샤) - 데뷔작. 단행본 '가족 그 때'에 수록.
- 《가족 그 때》(家族のそれから) （2000년, 월간 애프터눈） - 단행본 1권（2001년, 고단샤)
- 《스미오네 집안 사정》(ヤサシイワタシ) (2000년 ~ 2002년, 월간 애프터눈) - 단행본 전 2권 (2001년 ~ 2002년 고단샤)
- 《기본의 기본!》(基本のキホン!) (2003년, 월간 애프터눈) - 단행본 《크게 휘두르며》 3권에 수록
- 《크게 휘두르며》(おおきく振りかぶって) （2003년 ~ 연재중, 월간 애프터눈) - 단행본 따로 발행 중 (2004년 ~, 고단샤)

## 기타 활동
- 《크게 휘두르며》 (애니메이션) - 원작자로서, 작품 전반 감수
- 《크게 휘두르며》의 등장 인물, 미즈타니 후미키, 사카에구치 유우토, 이즈미 코우스케의 피규어 캐릭터 감수